# Linear and whorled nevoid hypermelanosis
Linear and whorled nevoid hypermelanosis is de benaming voor een zeldzame huidaandoening. Hierbij zijn donkerder gepigmenteerde vlekken op de huid aanwezig (hypermelanosis), in streepvormige (linear) en/of dwarrel-vormige (whorled) patronen. De streepvormige vlekken volgen de lijnen van Blaschko: dit is het groeipatroon waarlangs de huidcellen tijdens de aanleg van het embryo ontwikkelen. Dit wijst op een aanlegstoornis van waarschijnlijk de keratinocyten, mogelijk door een genetische mutatie. Inderdaad zijn de vlekken vaak al op jonge leeftijd aanwezig, hoewel de zichtbaarheid kan variëren. Bij histologisch onderzoek is alleen de hoeveelheid pigment in de basale laag van de opperhuid toegenomen.
De aandoening is in 1988 voor het eerst beschreven. Gezien het aantal meldingen in de literatuur gaat de aandoening mogelijk vaker dan gemiddeld gepaard met aangeboren afwijkingen.

Als de afwijkingen uitgebreid zijn, is niet altijd duidelijk of er sprake is van donkere vlekken op een lichtere achtergrond of andersom, (zoals het geval zou zijn bij een hypomelanosis van Ito). Vanwege dit probleem, en vanwege een soortgelijk ontstaansmechanisme wordt gepleit voor een overkoepelende term pigmentmosaïcisme, waaronder zowel linear and whorled hypermelanosis als hypomelanosis van Ito zou vallen